# ハイパーサーミア
ハイパーサーミア（英語：Hyperthermia）とは異常に高い生体温度のことを指し、感染症や頭部への障害によって引き起こされることもあるが、本項では疾病、特に腫瘍の治療を目的として意図的に作られるハイパーサーミア（Hyperthermia therapy）について解説する。

## 概要
温熱療法、加温療法あるいは高温療法とも呼ばれ、身体を温めて腫瘍などの病気を治療する方法である。赤外線やマイクロ波のような電磁波を照射して体の一部を温めて治療する方法はリハビリテーションなどに広く利用され、一定の効果が確認されていて、確固とした生物学的根拠のあるハイパーサーミアは加温技術の進歩とともに臨床応用も進み、手術療法、放射線療法等と並ぶ治療法の一つとして利用される。その加温法により全身温熱療法と局所温熱療法とがあり、局所温熱療法は耳鼻咽喉科領域などの腫瘍に適用される。
ハイパーサーミアの加温方法には幾つかの種類があるが、骨や脂肪などの導電率が低い組織で囲まれた領域では一般に非侵襲の深部加温は困難で特に脳のように頭蓋骨で囲まれている組織は非常に困難で超音波では反射のため非侵襲の加温は不可能であり、電磁誘導等の方法が検討されるがこの場合は選択性が乏しく正常な組織にも影響を与える可能性があり、課題になっている。
ハイパーサーミア同様外部からエネルギーを投入することで行われる癌治療法としては放射線治療が挙げられるが、これに対し放射線被ばくがなくこれによりもたらされる副作用や使用回数、線量制限といったものが存在しないことが利点として挙げられる。
しかしながら、ハイパーサーミアは熱力学的作用、生体のフィードバック作用等の影響を受けるため単純に積算量である吸収線量[単位:グレイ]で表される放射線治療と異なり治療の計画、評価が困難であったり、また使用する電磁波の波長が大きすぎるため集束に問題を抱えるなどの欠点を抱え、三大療法に対してあくまで補助療法の一つとなっている。

## 原理
正常細胞の場合、42℃以下では300分加温しても死滅しないが、血流不足のがん細胞は、酸素供給も養分補給も十分ではない状態で無統制に増え続け、乳酸がたまり、組織が酸性化しているので熱に弱くハイパーサーミアによってがん細胞の死滅率が上昇する。また、正常な細胞であれば血管が拡張する事により血流が増えることにより、温度の上昇を抑える事が出来る反面、がん細胞では42℃を境にして血流が減少する事により温度が上昇する。	
高周波の熱源は、短波・超短波・マイクロ波等を用いることができるが、領域加温技術においては高周波の吸収量を、他の組織に比べ発熱温度を高くするために正常細胞よりも誘電率が著しく高いがん細胞において多くなるように組織の誘電体損失の差の大きい8MHz帯の短波を採用する。また、電磁波の透過率は周波数に対して指数関数的に減少するので短波のほうが高い周波数の超短波・マイクロ波よりも生体内での減衰が少ないので深部まで効率良く加温できる。

## 経緯
加温方法は当初、温水や赤外線で体外から患部を狙って熱を加える方法が検討されたものの、皮膚の部分は加温できても深部までは熱が到達しないので細胞に振動を与えて発熱させる超音波方式が考案されたが、骨や腸管ガスなどが超音波を反射するので表層部のみに限られた。超音波による加温は現在は高密度焦点式超音波治療法で使用される。またマイクロ波による方法は、エネルギーの吸収性が高いので発熱効率は良いものの、生体内で減衰しやすいため、深さ2〜3cmまでしか加温できず、皮膚癌などでのみ使用された。一方、比較的周波数の低い8MHzの短波は生体の透過力が大きく、誘電加熱法により42〜43℃に加温することで胃癌・肺癌・肝臓癌などの深部がんにも有効であることが判明した。1979年に試作1号機が完成して改良と臨床治験を重ねた「サーモトロン-RF8」が完成して1984年12月に、がん治療用具として厚生省の認可を得た。
長年にわたる臨床成績が認められて、1996年4月電磁波による局所温熱療法が健康保険の適用対象に採用になった。
高密度焦点式超音波治療法（HIFU）は前立腺肥大や振戦の治療で保険適用対象となり、膵臓がんでは自由診療で実施されている。

## 新しい手法のハイパーサーミア
現在では、癌細胞およびがん組織の病理学的差異を利用した電波吸収の選択性およびがん細胞内外の温度勾配を利用したオンコサーミアが発明された。正常細胞への加熱を最小限に抑えで癌細胞のみに対し特異的な影響を与えることが出来るのが本治療法の特徴である。

## 文献
- 菅原 努『「サーモトロン」温熱療法』健康新聞社、1998年11月20日。
- 平岡真寛 田中良昭 編『ハイパーサーミア マニュアル−効果的な癌温熱療法を実施するために−』医療科学社。
- 松田忠義、菅原努、阿部光幸、田中敬正 編『難治癌への挑戦 ハイパーサーミアの臨床』医療科学社、1999年11月15日。